# Abu Kahf
Abu Kahf (arab. أبو كهف) – wieś w Syrii, w muhafazie Aleppo. W 2004 roku liczyła 597 mieszkańców.